# Дискотека

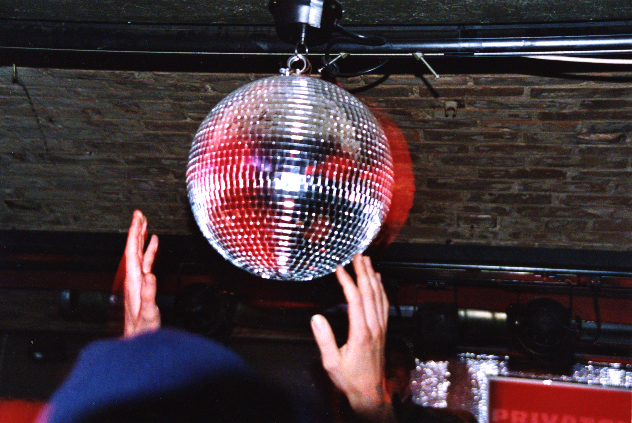
вращающийся зеркальный шар — символ первых дискотек

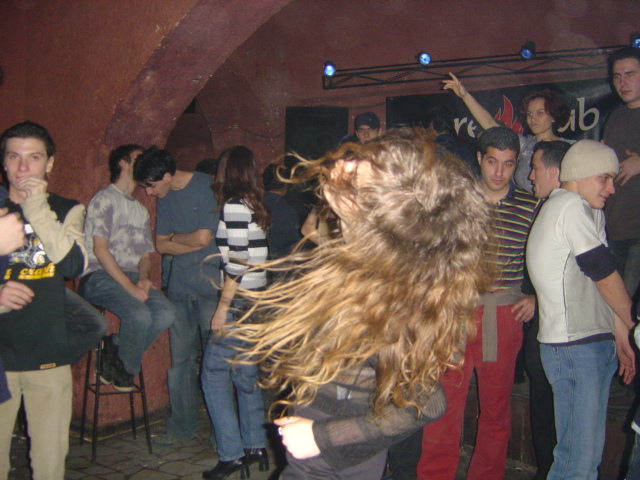
атмосфера на молодёжной дискотеке

Дискоте́ка (от фр. discothèque от фр. disque «грампластинка» + θήκη «хранилище») — культурно-развлекательное танцевальное мероприятие, проводимое в специально отведённом месте (зрелищном или увеселительном учреждении) либо на открытом воздухе (танцплощадке). Начальное значение слова — собрание грампластинок (дисков).

## История

### Дух сопротивления
В 30-х годах XX века, слово «discoteque» на сленге французских поклонников джаза обозначало собрания любителей джаза. Во времена падения Франции это слово на время приобрело ещё и дух протеста захватчикам, организованного движением Сопротивления, так как джаз был запрещён нацистами.
В составе джазовых оркестров выступали в основном музыканты еврейского и негритянского происхождения, которым запрещалась трудовая деятельность в нацистской Германии, в связи с чем проведение танцевальных вечеров под живую джазовую музыку фактически оказалось невозможным. Полный запрет на проведение государственных и частных танцевальных вечеров вышел 17 января 1942 года. Именно 1976 год стал временем появления дискотеки как принципиально новой на тот момент формой молодёжного досуга, и это было во Франции. 
На смену живой музыке пришли грампластинки. Если верить книге Альберта Голдмана «Disco», вышедшей в 1978 году, то самой первой в мире дискотекой было заведение, расположенное на улице Юшетт (фр. Huchette) в Париже и носившее название «La Discoteque». Это был бар, существовавший во время Второй мировой войны, в котором при заказе выпивки клиент мог попросить поставить его любимую джазовую пластинку.

### Период элитарности
С появлением электрофонов и усовершенствованием громкоговорителей появилась возможность более качественного воспроизведения виниловых пластинок, что послужило толчком для развития дискотек. Большую известность, уже после войны, в Париже приобрело заведение «Whiskey-A-Go-Go», которое в 1947 году открыл Пол Пасин (Paul Pacine), и целевой аудиторией которого являлись богатые и знаменитые люди города. Несколько позднее пальму первенства в звании самой престижной дискотеки города перехватил Жан Касл (Jean Castle), открывший свою дискотеку под названием «Chez Castle». Французские дискотеки того времени (и вплоть до шестидесятых годов) вовсю пестовали элитарность. Именно в этот период были придуманы все главные отличительные черты фешенебельной дискотеки: строгий фейс-контроль, определённого рода антураж и внутренняя отделка клуба.
В 1958 году французская сеть «Whiskey A Go-Go» появилась в США, сначала в Чикаго, затем в 1964 году в Западном Голливуде, а в 1966 году в Вашингтоне. Клубы этой сети стали активно продвигать стиль Go-Go с танцовщицами в специальных клетках над танцполом. В Нью-Йорке первая дискотека открылась в канун нового 1960 года и называлась «Le Club». Эта дискотека копировала элитарные парижские дискотеки и была нацелена прежде всего на местную городскую элиту.

### Эпохадиск-жокеев
По мнению Федерального союза немецких дискотек и танцевальных залов (BDT) первая дискотека в современном понимании, то есть без живой музыки и с обязательным участием диджеев, появилась 19 октября 1959 года в городе Ахене на месте ресторана «Scotch Club», владелец которого австриец Франц-Карл Швендингер (нем. Franzkarl Schwendinger) полностью сменил формат заведения, превратив его в «Jockey-Tanz-Bar». Швендингер пригласил ведущего, который объявлял название очередной музыкальной композиции и вёл живой диалог с публикой. До этого диск-жокеи работали только на радиостанциях.
Первым ведущим дискотеки в «Scotch Club» был немецкий оперный певец, выступление которого прошло крайне неудачно, после чего владелец пригласил восемнадцатилетнего внештатного корреспондента местной газеты «Aachener Zeitung» Клауса Кирини (нем. Klaus Quirini), который присутствовал на первой вечеринке и написал об этом критическую статью. Клаус родился в семье известных политиков, которые не хотели, чтобы их фамилия ассоциировалась с увеселительными заведениями, в связи с чем Кирини взял псевдоним Генрих (нем. Heinrich).
Быстрому росту популярности дискотеки способствовало её выгодное местоположение в земле Северный Рейн-Вестфалия на границе Германии, Бельгии и Нидерландов. На вечеринки к DJ Heinrich съезжались со всей Западной Европы. «Scotch Club» проработал на одном месте 33 года вплоть до 1992 года. А диджеи стали неотъемлемыми участниками дискотек во всём мире.

### В стиле диско
В середине семидесятых годов XX века в моду входит танцевальный жанр диско и соответствующее направление молодёжной моды диско-стиль. Дискотека и диско остаются неразрывным целым вплоть до середины восьмидесятых годов.
В этот же период волна дискотечного движения докатывается до Советского Союза. Укрепилось мнение, что первые дискотеки проводились в домах культуры на территории прибалтийских республик под эгидой местных комсомольских и студенческих организаций. Но уже в 1976 г. дискогруппа из Ташкента приняла участие в Межреспубликанском фестивале-конкурсе в Риге. В 1977 г. при гостинице ЦК ЛКСМ Узбекистана «Шодлик» был создан дискоклуб «Ильхом» (впоследствии был переименован в «Оникс»). Следующий фестиваль прошел в 1978 году в Новосибирске.
Одним из первых известных советских диск-жокеев был Сергей Минаев, начинавший свою музыкальную карьеру в 1980 году на дискотеках в МАИ и в дискобаре гостиницы «Молодёжная» в Москве. К числу первых коллективов, профессионально занимавшихся проведением дискотек, относится образованный в 1980 году в Красногорске «Диско-7», один из организаторов которого Андрей Статуев (DJ Василич) до сих пор работает диск-жокеем в ночных клубах и на радиостанциях.

### Дискотеки сегодня
Постепенно популярность термина раздвинуло границы его употребления. На сегодняшний день понятие «дискотека» понимается в основном в качестве синонима клубной танцевальной вечеринки. Повзрослевшие «дисколюбы» расширили и возрастные дискотечные рамки, сейчас никого не удивляют дискотеки для уже зрелых людей.

## Дискотеки в кинофильмах
- «Лихорадка субботнего вечера» (США, 1977 год) — о завсегдатае диско-клуба «2001 Odissey».
- «Сколько лиц у дискотеки» (СССР, 1980 год) — документальный фильм  Алексея Учителя о феномене дискотек в СССР.
- «Курьер» (СССР, 1986 год) — в фильме снята одна из московских дискотек периода Перестройки, располагавшаяся в Oлимпийской Деревне, Москва